# Горње Зуниче
Горње Зуниче је насеље у Србији у општини Књажевац у Зајечарском округу. Према попису из 2022. било је 381 становника (према попису из 1991. било је 526 становника).

## Демографија
У насељу Горње Зуниче живи 320 пунолетна становника, а просечна старост становништва износи 47,6 година (43,7 код мушкараца и 51,6 код жена). У насељу има 143 домаћинстава, а просечан број чланова по домаћинству је 2,66.
Ово насеље је великим делом насељено Србима (према попису из 2002. године), а у последња три пописа, примећен је пад у броју становника.
|  |

| Демографија | Демографија | Демографија |
| Година      | Становника  | Становника  |
| ----------- | ----------- | ----------- |
| 1948.       | 511         |             |
| 1953.       | 528         |             |
| 1961.       | 544         |             |
| 1971.       | 562         |             |
| 1981.       | 606         |             |
| 1991.       | 526         | 522         |
| 2002.       | 475         | 498         |
| 2011.       | 395         |             |
| 2022.       | 381         |             |

| Етнички састав према попису из 2002.‍ | Етнички састав према попису из 2002.‍ | Етнички састав према попису из 2002.‍ | Етнички састав према попису из 2002.‍ | Етнички састав према попису из 2002.‍ |
| ------------------------------------ | ------------------------------------ | ------------------------------------ | ------------------------------------ | ------------------------------------ |
|                                      |                                      |                                      |                                      |                                      |
| Срби                                 | Срби                                 |                                      | 472                                  | 99,36%                               |
| Хрвати                               | Хрвати                               |                                      | 1                                    | 0,21%                                |
| Бугари                               | Бугари                               |                                      | 1                                    | 0,21%                                |
| непознато                            | непознато                            |                                      | 1                                    | 0,21%                                |

| Година пописа     | 1948. | 1953. | 1961. | 1971. | 1981. | 1991. | 2002. |
| ----------------- | ----- | ----- | ----- | ----- | ----- | ----- | ----- |
| Број домаћинстава | 142   | 146   | 156   | 168   | 174   | 170   | 156   |

| Број чланова      | 1  | 2  | 3  | 4  | 5  | 6  | 7 | 8 | 9 | 10 и више | Просек |
| ----------------- | -- | -- | -- | -- | -- | -- | - | - | - | --------- | ------ |
| Број домаћинстава | 38 | 44 | 23 | 11 | 17 | 17 | 4 | 0 | 1 | 1         | 3,04   |

| Пол    | Укупно | Неожењен/Неудата | Ожењен/Удата | Удовац/Удовица | Разведен/Разведена | Непознато |
| ------ | ------ | ---------------- | ------------ | -------------- | ------------------ | --------- |
| Мушки  | 191    | 37               | 130          | 18             | 4                  | 2         |
| Женски | 228    | 22               | 136          | 63             | 7                  | 0         |
| УКУПНО | 419    | 59               | 266          | 81             | 11                 | 2         |

| Пол    | Укупно                    | Пољопривреда, лов и шумарство | Рибарство                            | Вађење руде и камена | Прерађивачка индустрија       |
| ------ | ------------------------- | ----------------------------- | ------------------------------------ | -------------------- | ----------------------------- |
| Мушки  | 72                        | 8                             | 0                                    | 1                    | 32                            |
| Женски | 62                        | 7                             | 0                                    | 0                    | 34                            |
| УКУПНО | 134                       | 15                            | 0                                    | 1                    | 66                            |
| Пол    | Производња и снабдевање   | Грађевинарство                | Трговина                             | Хотели и ресторани   | Саобраћај, складиштење и везе |
| Мушки  | 4                         | 6                             | 4                                    | 2                    | 3                             |
| Женски | 2                         | 2                             | 6                                    | 0                    | 0                             |
| УКУПНО | 6                         | 8                             | 10                                   | 2                    | 3                             |
| Пол    | Финансијско посредовање   | Некретнине                    | Државна управа и одбрана             | Образовање           | Здравствени и социјални рад   |
| Мушки  | 0                         | 0                             | 5                                    | 1                    | 1                             |
| Женски | 0                         | 1                             | 2                                    | 4                    | 3                             |
| УКУПНО | 0                         | 1                             | 7                                    | 5                    | 4                             |
| Пол    | Остале услужне активности | Приватна домаћинства          | Екстериторијалне организације и тела | Непознато            | Непознато                     |
| Мушки  | 0                         | 0                             | 0                                    | 5                    | 5                             |
| Женски | 1                         | 0                             | 0                                    | 0                    | 0                             |
| УКУПНО | 1                         | 0                             | 0                                    | 5                    | 5                             |